# 九塊厝 (彰化縣)
九塊厝，是臺灣彰化縣竹塘鄉的一個傳統地域名稱，位於該鄉西南部。相較於今日行政區，其範圍大致包括永安村、長安村。

## 歷史
台灣清治末期至日治初期，九塊厝地區為一街庄，稱為「九塊厝庄」，隸屬於深耕堡。該庄北與竹圍仔庄、外蘆竹塘庄為鄰，東與鹿藔庄、內新厝庄為鄰，南邊隔濁水溪與港後庄為界，西邊為潭墘庄、尤厝庄、火燒厝庄。。
1901年（日治明治三十四年）11月，全台廢縣廳改設二十廳，該庄隸屬於彰化廳。1903年（明治三十六年）6月，該庄編入「內蘆竹塘區」，隸屬於彰化廳。1909年（明治四十二年）10月，合併二十廳為十二廳，內蘆竹塘區改隸屬於臺中廳。1920年（大正九年），廢廳、支廳、區、街庄（舊制）改設州、郡、街庄（新制）、大字，該庄改制為「九塊厝」大字，隸屬於臺中州北斗郡竹塘庄。
戰後竹塘庄改制為竹塘鄉，隸屬於臺中縣，大字亦改制為村。1950年10月，中、彰、投分治，竹塘鄉改隸屬彰化縣。

## 聚落
本地區發展較早的聚落為九塊厝，在日治期初期的官方地圖上已有記載。此外，本地區尚有瓦磘聚落。

## 交通
縣道152號（東陽路二段）是大城鄉公館至名間的道路，大致以西微南—東微北走向繞大彎轉西北西—東南東走向再轉西北—東南走向再轉西南西—東北東走向經過九塊厝地區中部。由該道路向西微南可前往大城、公館並止於省道台17線路口，向東北東可前往竹塘市區、埤頭南部、溪州、二水、名間等地。
鄉道彰166線（九塊厝堤防道路、東陽路二段永吉巷）是大城至九塊厝的道路，其東側端點位於本地區中部偏東九塊厝聚落中央偏南的縣道152號路口。由此向南南西出聚落後轉南微西，至九塊厝堤防道路路口轉西北西再轉西南西，出境後可前往尤厝東南端、墘潭、頂山腳西南端、大城市區並止於縣道143號路口。
鄉道彰169線（東陽路二段永祥巷）是二林至永安的道路，其南側端點位於九塊厝聚落西北郊的縣道152號路口（今屬竹塘鄉永安村）。由此向北北東而行，出境後可前往外蘆竹塘與竹圍子交界地帶、竹圍子、二林市區並止於縣道143號路口。
鄉道彰171線（長春路）是十戶子（七戶子）至九塊厝的道路，其南側端點位於九塊厝聚落中央偏東南縣道152號路口。由此向北轉北北東蜿蜒而行，至本地區東部邊界北側沿邊界而行，出境後可前往外蘆竹塘、犁頭厝東南端、面前厝西北端、犁頭厝東北部、後厝與丈八斗交界地帶並止於縣道150號路口。

## 學校
- 長安國小